# Червоній Василь Михайлович
Василь Михайлович Червоній (нар. 24 серпня 1958 — пом. 4 липня 2009) — український політик, народний депутат перших чотирьох скликань, голова Рівненської ОДА (2005—2006). Активіст громади віруючих УПЦ Київського Патріархату.

## Біографія
Василь Червоній народився 24 серпня 1958 року в селі Погорілівка (Поліське) Березнівського району Рівненської області. Українець, православний.
У 1975 році закінчив Грушківську середню школу Ульянівського району Кіровоградської області.
У 1981 році закінчив хіміко-технологічний факультет («Основні процеси хімічного виробництва і хімічна кібернетика») Київського політехнічного інституту, за фахом «Інженер-хімік-технолог».
1981—1991 рр. — працював інженером АСУВ, старшим апаратником цеху Рівненського ВО «Азот».
Двоє дітей. Проживав із сім'єю у м. Рівне.

## Громадська та політична діяльність
1988 року створив перший на Рівненщині осередок Товариства української мови. В 1989 р. створив перший осередок Народного Руху України.

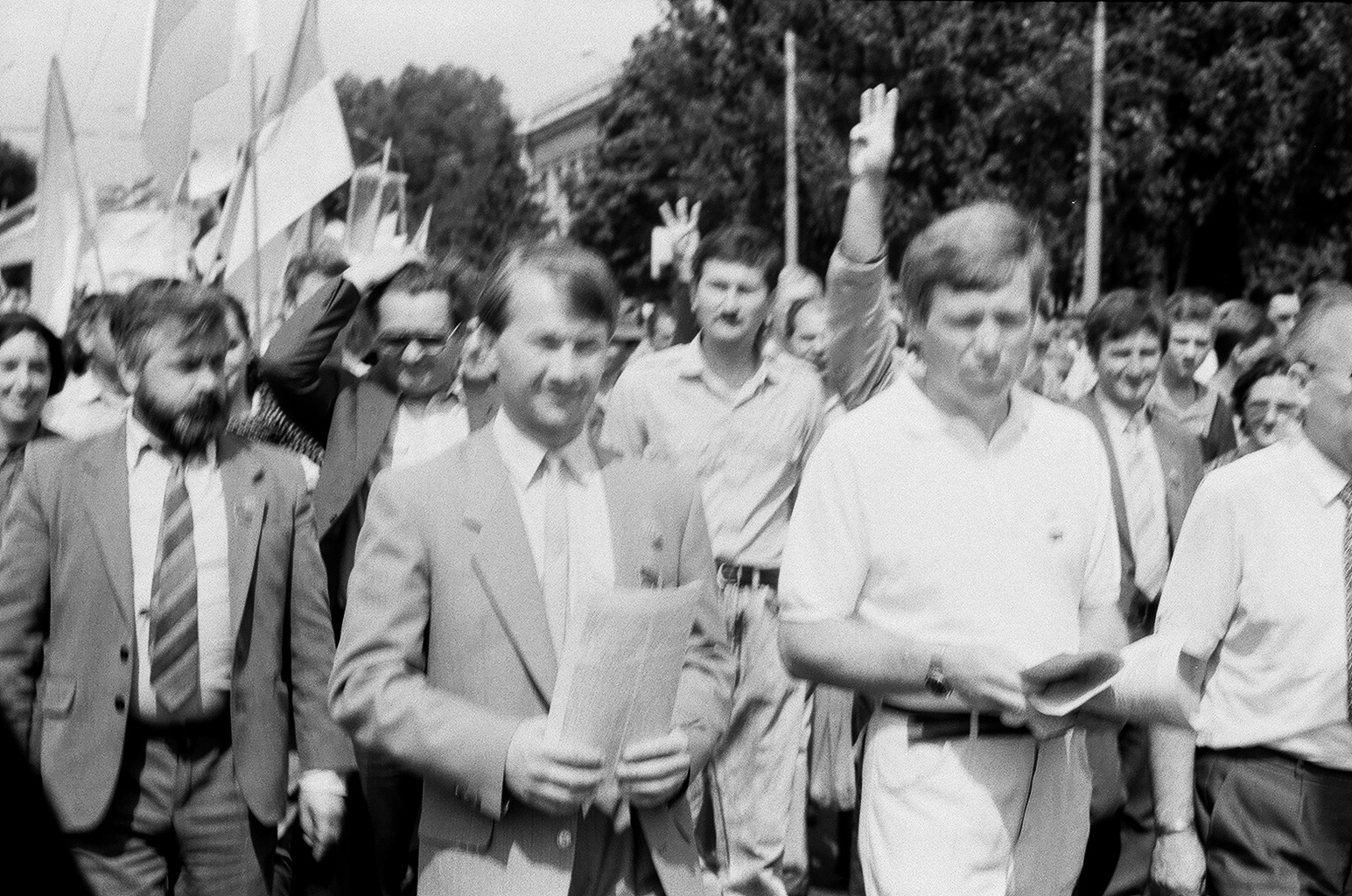
В. Червоній на святі «500 років українському козацтву». 1990 р. с. Капулівка.

Могила В. Червонія в Рівному.

Обирався головою Рівненської крайової організації НРУ (1991—1999), членом Президії Центрального проводу НРУ (1997—1999), головою Рівненської обласної організації Української народної партії (1999—2008).
Депутат Рівненської обласної ради (1990 та 2006) І та VI скликань.
Обраний у 1990 році депутатом Верховної Ради України 1(12) скликання від міста Рівне, округ № 332.Член комітету з питань оборони і державної безпеки.[недоступне посилання з травня 2019]
1994—1998 — народний депутат України 2-го скликання, обраний від Дубенського округу № 335. Член Комітету з питань оборони і державної безпеки.[недоступне посилання з травня 2019]
З березня 1998 по квітень 2002 — народний депутат України 3-го скликання за списком НРУ № 17. Член Комітету з питань законодавчого забезпечення правоохоронної діяльності та боротьби з організованою злочинністю і корупцією [недоступне посилання з травня 2019]
З квітня 2002 по березень 2005 — народний депутат України 4-го скликання, обраний за списками Виборчого Блоку В. Ющенка «Наша Україна» (№ 55). Член Комітету з питань законодавчого забезпечення правоохоронної діяльності та боротьби з організованою злочинністю і корупцією [недоступне посилання з травня 2019]
З лютого 2001 член спеціальної ради "Громадської ініціативи «Форум національного порятунку».
Керівник виборчого штабу Віктора Ющенка в Рівненській області у 2002 та 2004.
4 лютого 2005 — голова Рівненської облдержадміністрації. З 18 травня 2006 — у відставці.
З 2008 — голова фракції Української народної партії у Рівненській обласній раді. Кошовий отаман підрозділу Українського козацтва «Волинська Січ».
30 листопада 2008 р. брав участь у виборах міського голови міста Рівного. Жителі міста віддали перевагу Володимиру Хомку (32 % виборців), а Василь Червоній із 16 % голосів зайняв друге місце.
Член президії Федерації мотоспорту України, президент професійно-спортивного мотоклубу «Волинь-Мотор-Січ».

## Церковна діяльність
Член Вищої церковної ради УПЦ Київського Патріархату, староста Свято-Покровського кафедрального собору (м. Рівне), збудованого під його керівництвом.

## Нагороди
Державні нагороди України:
- Орден Свободи (18 листопада 2009) — за визначний особистий внесок у відстоювання національної ідеї, становлення і розвиток Української незалежної держави та активну політичну і громадську діяльність (посмертно)[5]

Нагороджений орденами:
- Христа Спасителя
- Рівноапостольного св. Князя Володимира I та II ступенів
- Архистратига Михаїла

Нагороджений Почесною грамотою Міністерства України з питань надзвичайних ситуацій у справах захисту населення від наслідків Чорнобильської катастрофи.

## Обставини загибелі
4 липня 2009 рибалив із родиною на ставку на околиці села Деражне Костопільського району Рівненської області. Близько 12:00 почало гриміти, блискавка влучила у Червонія В. М. Постраждалий доставлений до Рівненської ЦРЛ (смт. Клевань). Помер у лікарні. Похований біля Свято-Покровського кафедрального собору у Рівному.